# 4942 Munroe
4942 Munroe este o planetă minoră (asteroid), cu un diametru de 3,453 km, din centura de asteroizi. A fost descoperită pe 24 februarie 1987 la Observatorul La Silla de Henri Debehogne și a fost numită după Randall Munroe. 
Obiectul prezintă o orbită caracterizată de o semiaxă mare de 2,2015171 UAi, o excentricitate de 0,14, o înclinație de 3,8338 ° în raport cu ecliptica.